# Caíque Freitas Ribeiro
Caíque Freitas Ribeiro (* 15. Januar 1993 in Santos), auch bekannt als Caíque Ribeiro, ist ein brasilianischer Fußballspieler.

## Karriere
Caíque Ribeiro erlernte das Fußballspielen in der Jugendmannschaft vom FC Santos im brasilianischen Santos. Nach der Jugend ging er nach Asien. Hier schloss er sich im Januar 2012 in Thailand dem Sukhothai FC an. Mit dem Verein aus Sukhothai spielte er in der dritten Liga, der damaligen Regional League Division 2. Hier trat man in der Northern Region an. Nach zwei Spielzeiten kehrte er im Januar 2014 in seine Heimat zurück. Bis Ende 2016 spielte er hier für die unterklassigen Vereine Jabaquara AC, AA Portuguesa (RJ) und SE Patrocinense. Im Januar 2017 zog es ihn wieder nach Thailand. Hier schloss er sich in der Hauptstadt Bangkok dem Kasem Bundit University FC. Mit dem Klub spielte er in der dritten Liga, der Thai League 3. Mit dem Hauptstadtverein spielte er in der Lower Region. Nach einer Spielzeit wechselte er im Januar 2018 in die vierte Liga. Hier unterschrieb er in Rayong einen Vertrag beim Pluakdaeng United FC. Mit Pluakdaeng spielte er in der Eastern Region. Im Dezember 2019 wechselte er zum ebenfalls in der Eastern Region spielenden Kabin United FC. Mitte 2020 unterzeichnete er in Saraburi einen Vertrag beim Drittligisten Saraburi United FC. Mit Saraburi spielte er in der Western Region. Der Bangkok FC, ein Drittligist aus Bangkok, nahm ihn im Juli 2021 unter Vertrag. Mit dem Hauptstadtklub spielte er in der Bangkok Metropolitan Region. Nach einer Saison zog es ihn im Sommer 2022 wieder in den Osten des Landes. Hier unterschrieb er im Seebad Pattaya einen Vertrag beim in der Eastern Region spielenden Drittligisten Pattaya Dolphins United. Bei den Dolphins stand er die Hinrunde unter Vertrag. Zur Rückrunde wechselte er zu seinem ehemaligen Verein Bangkok FC. Im August 2023 ging er nach Hongkong. Hier unterschrieb er einen Vertrag beim Erstligisten Resources Capital FC. Nach sechs Erstligaspielen kehrte er im Januar 2024 nach Thailand zurück, wo er einen Vertrag beim Drittligisten Pathumthani University FC unterschrieb. Mit dem Klub aus Ayutthaya spielte er zehnmal in der Western Region der Liga. Im Juli 2024 nahm ihn der Zweitligaaufsteiger Sisaket United FC aus Sisaket unter Vertrag. Nach 17 Zweitligaspielen wurde sein Vertrag nach der Hinrunde im Januar 2025 nicht verlängert.